# Semiothisa rhabdophora
Semiothisa rhabdophora là một loài bướm đêm trong họ Geometridae.